# MAMA Award para Álbum do Ano
O MAMA Award para Álbum do Ano (올해의 앨범상) é um daesang (ou grande prêmio) apresentado anualmente pela CJ E&M (Mnet). Foi concedido pela primeira vez na 8ª cerimônia da Mnet Asian Music Awards realizada em 2006; o trio SG Wannabe venceu o prêmio, com o álbum The 3rd Masterpiece. É dado em homenagem para artistas solos ou grupos com os melhores álbuns de estúdio na indústria da música coreana.

## Vencedores e indicados
| Ano        | Vencedor(s)  | Álbum Vencedor           | Indicado(s) |
| ---------- | ------------ | ------------------------ | --- |
| 2006 (8ª)  | SG Wannabe   | The 3rd Masterpiece      | - Rain – Rain's World - Shinhwa – State of the Art - TVXQ – "O"-Jung.Ban.Hap. - Vibe – Re Feel                                                    |
| 2007 (9ª)  | Epik High    | Remapping the Human Soul | - Big Bang – Always - SG Wannabe – The Sentimental Chord - Wonder Girls – The Wonder Years - Yangpa – The Windows Of My Soul                      |
| 2008 (10ª) | TVXQ         | Mirotic                  | - Brown Eyes – Two Things Needed For The Same Purpose And 5 Objects - Epik High – Pieces, Part One - Kim Dong-ryool – Monologue - Toy – Thank You |
| 2009 (11ª) | G-Dragon     | Heartbreaker             | Nenhum indicado anunciado |
| 2010 (12ª) | 2NE1         | To Anyone                | - 2AM – Can't Let You Go Even If I Die - BoA – Hurricane Venus - Super Junior – Bonamana - Taeyang – Solar                                        |
| 2011 (13ª) | Super Junior | Mr. Simple               | - 2NE1 – 2NE1 2nd Mini Album - Big Bang- Tonight - Girls' Generation – The Boys - TVXQ – Keep Your Head Down                                      |
| 2012 (14ª) | Super Junior | Sexy, Free & Single      | - Big Bang – Alive - Busker Busker – Busker Busker 1st Album - G-Dragon – One of a Kind - TVXQ – Catch Me                                         |
| 2013 (15ª) | Exo          | XOXO                     | - Cho Yong-pil – Hello - G-Dragon – Coup D'Etat - Girls' Generation – I Got a Boy - Shinee – Chapter 1. Dream Girl – The Misconceptions of You    |
| 2014 (16ª) | Exo          | Overdose                 | - Beast – Good Luck - Girls' Generation – Mr.Mr. - Infinite – Season 2 - Super Junior – Mamacita                                                  |
| 2015 (17ª) | Exo          | Exodus                   | - Big Bang – Made - BTS – The Most Beautiful Moment in Life, Part 1 - Shinee – Odd - Super Junior – Devil                                         |
| 2016 (18ª) | Exo          | Ex'Act                   | - BTS – Wings - Seventeen – Love & Letter - Shinee – 1 of 1 - Twice – Page Two                                                                    |
| 2017 (19ª) | Exo          | The War                  | - BTS – Love Yourself: Her - Seventeen – Al1 - Twice – Signal - Wanna One – 1X1=1 (To Be One)                                                     |
| 2018 (20ª) | BTS          | Love Yourself: Tear      | - Red Velvet – The Perfect Red Velvet - Seventeen – You Make My Day - Twice – What Is Love? - Wanna One – 0+1=1 (I Promise You)                   |
| 2019 (21ª) | BTS          | Map of the Soul: Persona | - Blackpink – Kill This Love - Exo – Don't Mess Up My Tempo - Seventeen – An Ode - Twice – Fancy You                                              |
| 2020 (22ª) | BTS          | Map of the Soul: 7       | - Blackpink - The Album - Baekhyun - Delight - IU - Love Poem - Seventeen - Heng:garæ                                                             |

## Prêmios múltiplos para Álbum do Ano
Ao longo da história da Mnet Asian Music Awards, apenas três vencedores receberam o prêmio mais de uma vez.
| Artista(s)   | Número de prêmios | Primeiro ano premiado | Último ano premiado |
| ------------ | ----------------- | --------------------- | ------------------- |
| EXO          | 5                 | 2013                  | 2017                |
| BTS          | 3                 | 2018                  | 2020                |
| Super Junior | 2                 | 2011                  | 2012                |

## Galeria de vencedores
Galeria de cantores indicados com o ano em que seu álbum foi selecionado como Álbum do Ano.

Galeria
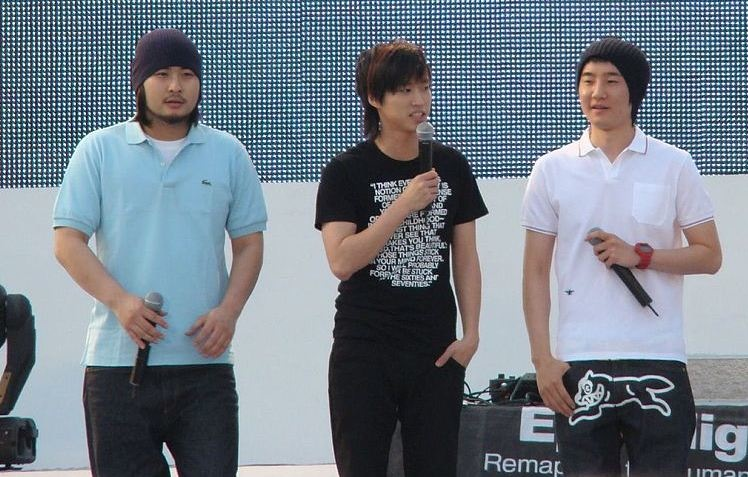
Epik High (2007)
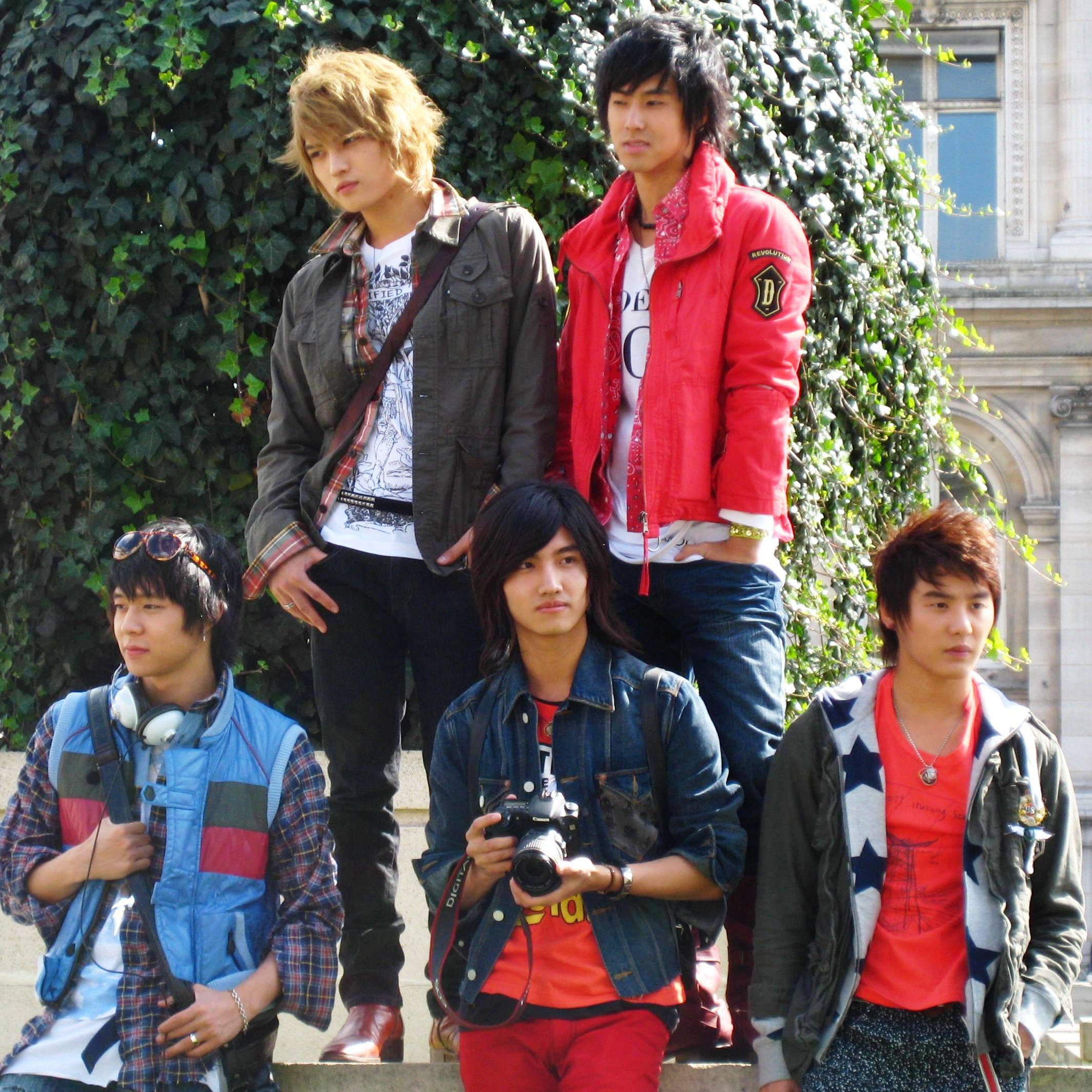
TVXQ (2008)
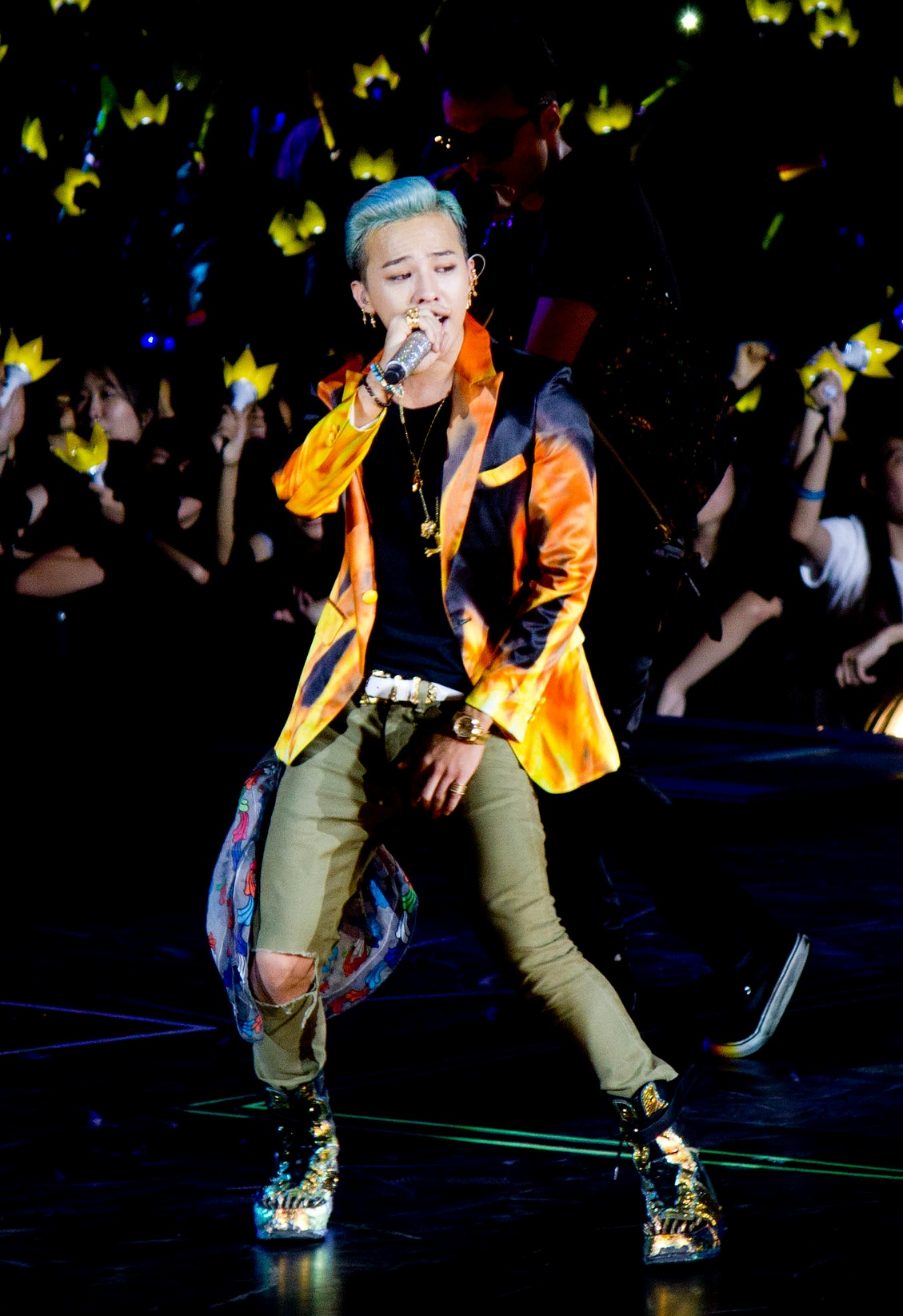
G-Dragon (2009)
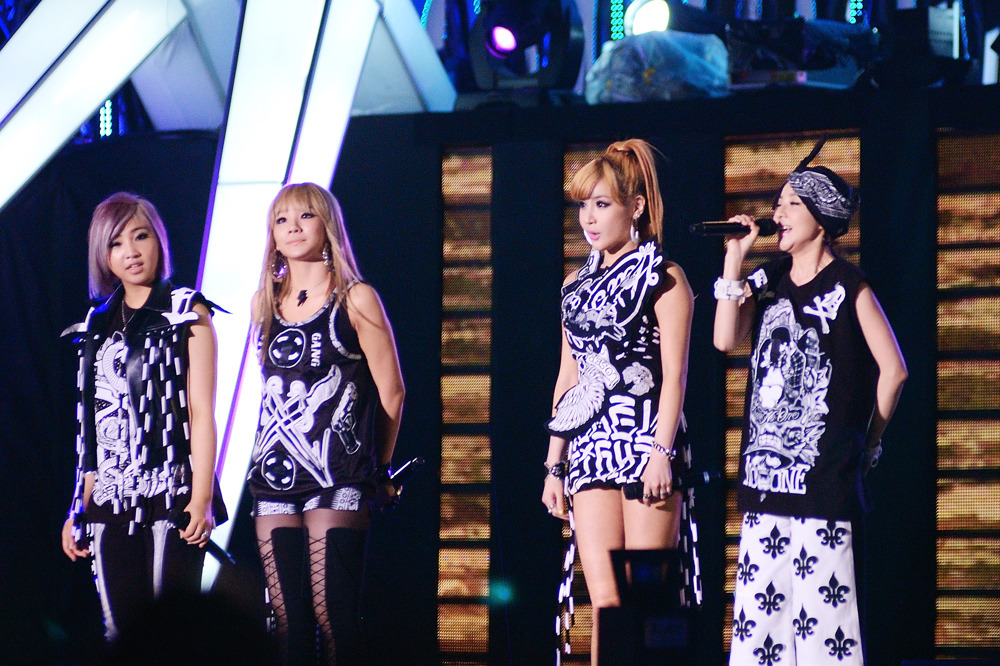
2NE1 (2010)
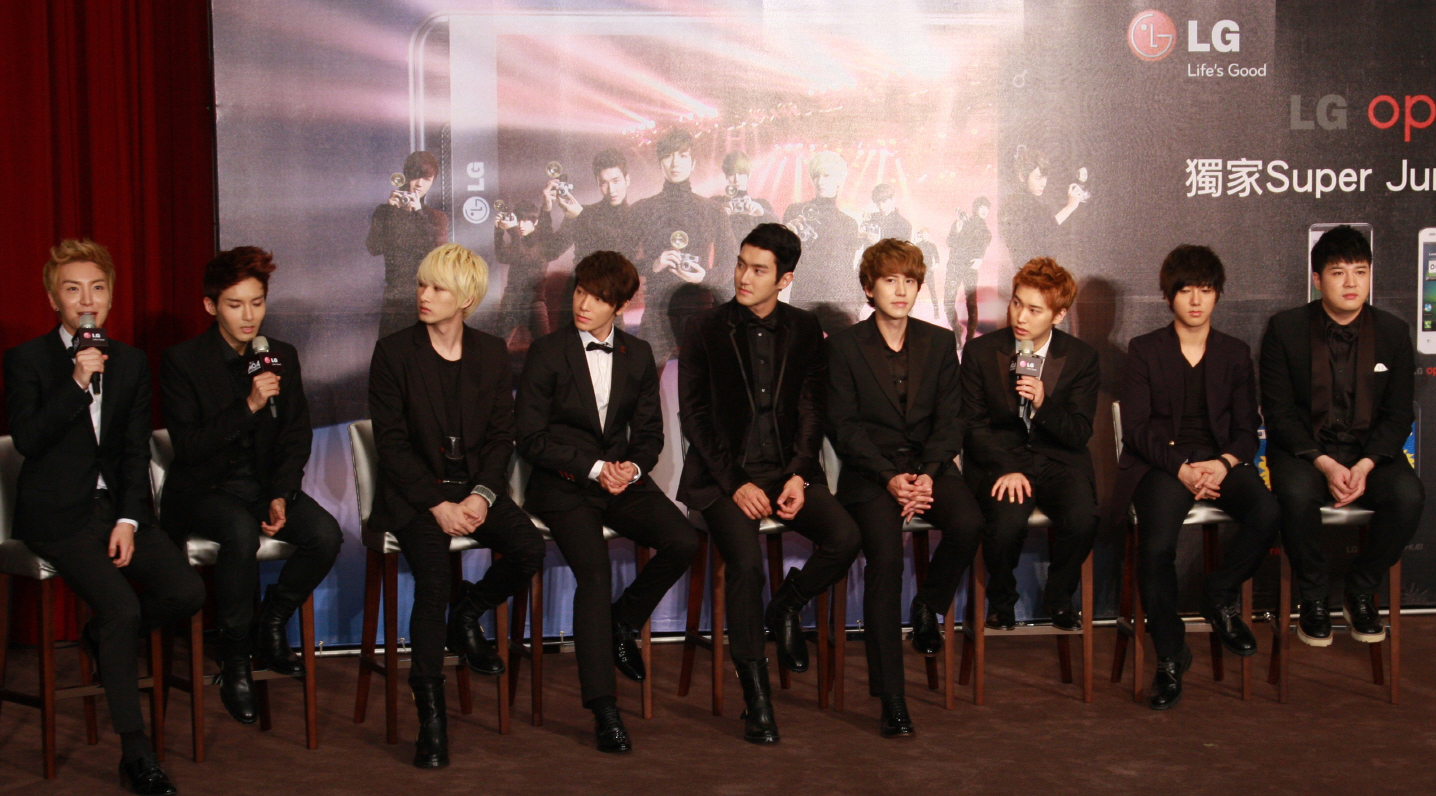
Super Junior (2011–12)
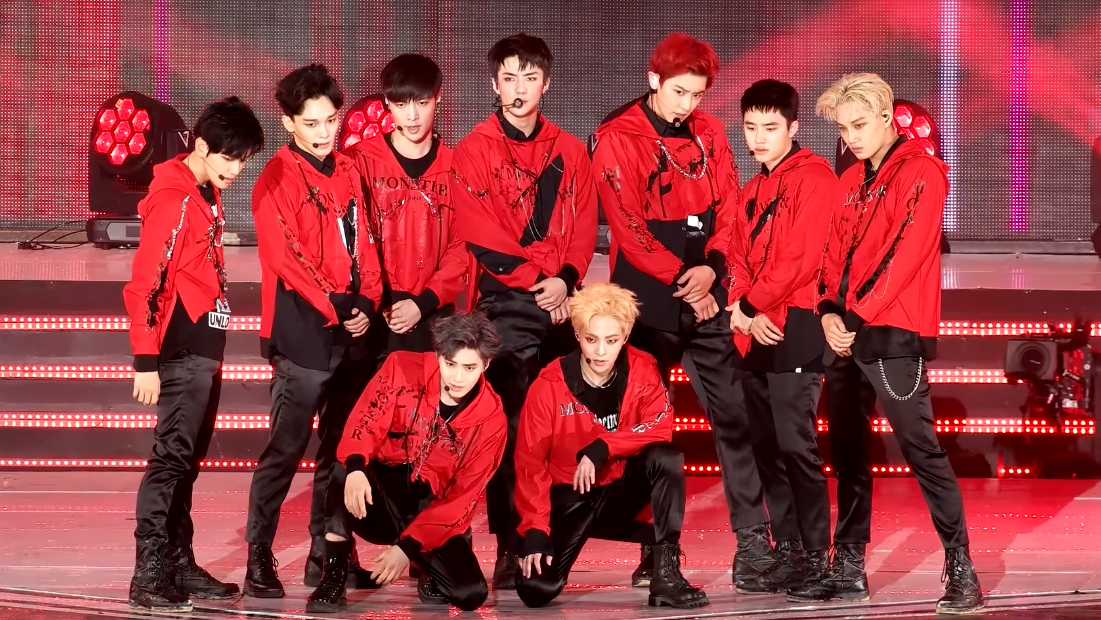
Exo (2013–17)
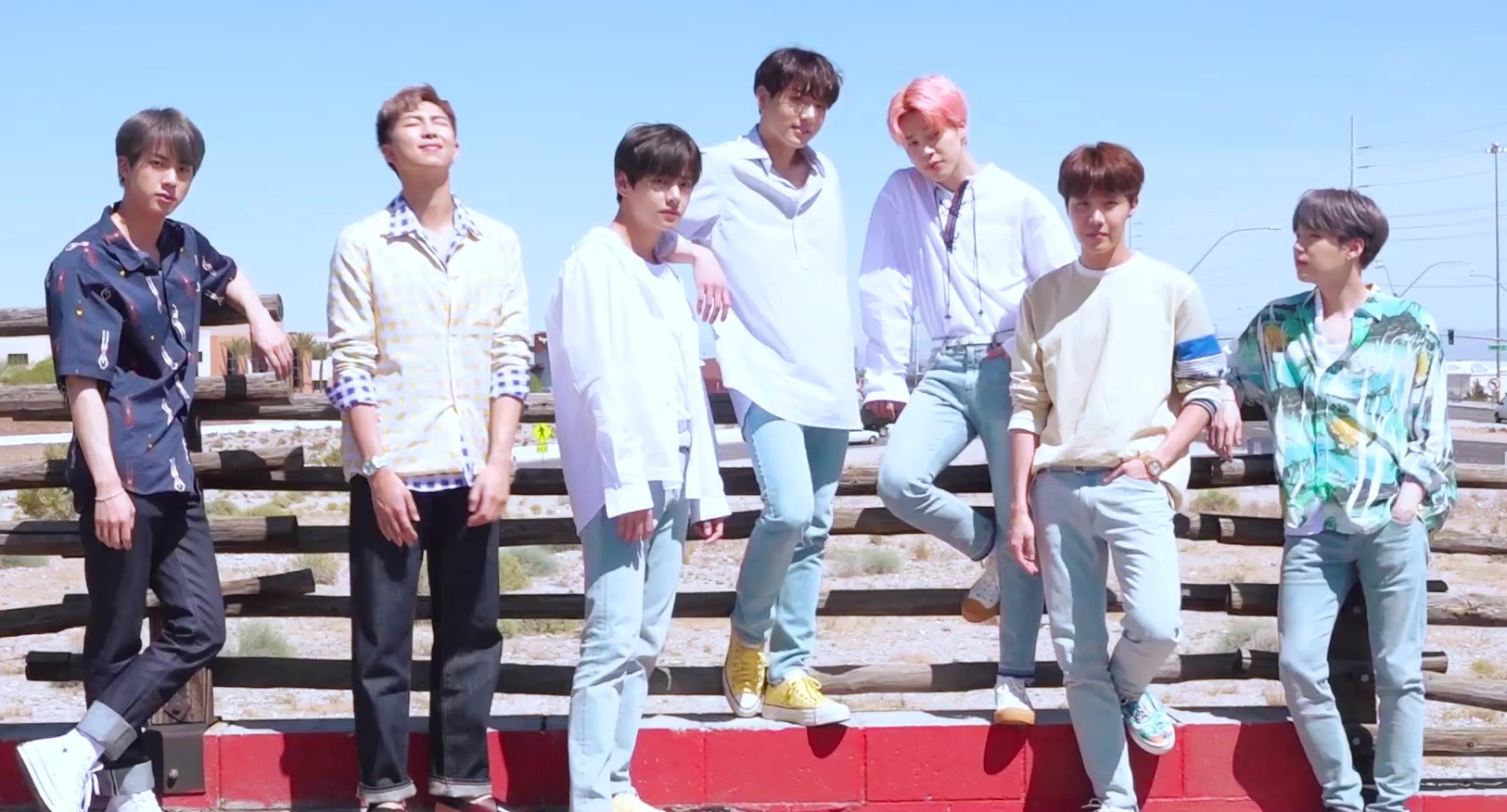
BTS (2018–20)